# 静岡県立藤枝東高等学校
静岡県立藤枝東高等学校（しずおかけんりつふじえだひがしこうとうがっこう）は、静岡県藤枝市天王町一丁目に所在する県立高等学校。

## 概要
1924年に静岡県立志太中学校として開校した公立高校。略称は「東高」（ひがしこう）、「藤高」（ふじこう）「藤枝東」(ふじえだひがし)。
2年次より、難関大学受験に向けた文理混合・希望制の特別クラス（通称：Sクラス）が設けられている。
文武両道を学校方針として掲げており、志太榛原地区の進学校であるとともに、サッカー部・山岳部をはじめとする部活動も盛んである。初代校長に就任した錦織兵三郎の強い意向で開校時にサッカーを校技に採用したことで、藤枝が「サッカーのまち」と呼ばれる礎を築く。そういった伝統もあり、サッカーの有名校が多い静岡県中部地区の中でも特に有名であり、全国大会の出場も多数（全国優勝10回）。特に長池実監督に率いられた1960年代後半から1970年代前半は同校サッカー部の黄金期であり、国体・インターハイ・選手権の全国三冠を含む8度の全国優勝を成し遂げた。また、1952年からは天皇杯全日本サッカー選手権大会を3度開催し（下記参照）、1957年の第12回国民体育大会（静岡国体）の際にサッカー会場となり、昭和天皇による天覧試合となった。校内にその当時の写真が全国優勝トロフィーとともに飾ってある。
開校時の流れから「サッカーのまち藤枝」の端緒としての色合いが強い校風で、「男子生徒は入学時に全員サッカーシューズ（と柔道着）を必ず購入しなければならない」「年2回行われる校内大会（球技大会）はサッカーを中心として行われる」「冬に開催されるマラソン大会ではサッカー部がスタートの合図を出す」などの伝統が現在も残っている。2009年には人工芝グラウンドが整備され、老朽化・劣化に伴い2018年に改修されている。校庭には1957年の国体の際に昭和天皇観戦のためにスタンドが設置され、現在でも同校OBや地域住民がサッカー部の練習や試合の観覧に訪れている。
他に、サッカー部OBによるスクール活動を母体として2002年に発足したNPO藤枝東FCジュニアユースがある。
1963年に榛原郡川根本町（当時の中川根町）に川根分校が設置されたが、1966年に静岡県立川根高等学校として独立した。

## 沿革
- 1923年（大正12年）11月 - 文部省告示第449号を以って設立認可。
- 1924年（大正13年）4月 - 静岡県立志太中学校として開校。
- 1926年（大正15年）5月 - 校歌制定。
- 1948年（昭和23年）4月 - 学制改革により静岡県立志太高等学校となる。
- 1948年（昭和23年）9月 - 定時制課程が併設される。
- 1949年（昭和24年）4月 - 県下高等学校再編に伴い、静岡県立藤枝高等学校と合併して静岡県立藤枝高等学校となる。旧志太高等学校が東教場、旧藤枝高等学校が西教場となる。
- 1952年（昭和27年）4月 - 静岡県立藤枝高等学校の東西教場を分割し、静岡県立藤枝東高等学校及び静岡県立藤枝西高等学校となる。
- 1957年（昭和32年）10月 - 第12回国民体育大会のサッカー競技会場となる。同月27日には昭和天皇、香淳皇后が行幸啓[2]。
- 1963年（昭和38年）4月 - 川根本町徳山（旧中川根町）に川根分校を設置。
- 1966年（昭和41年）3月 - 川根分校が静岡県立川根高等学校として独立。
- 2024年（令和6年）11月 -静岡県武道館で創立100周年記念式典挙行。

## 部活動の実績
サッカー部(全国大会に於いて)
- 1931年（昭和6年）- 東京文理科大学主催全国中等学校蹴球大会優勝
- 1932年（昭和7年）- 東京文理科大学主催全国中等学校蹴球大会準優勝
- 1956年（昭和31年）- 第11回国民体育大会サッカー高校の部準優勝
- 1957年（昭和32年）- 第35回全国高等学校サッカー選手権大会3位
- 1957年（昭和32年）- 第12回国民体育大会サッカー高校の部優勝
- 1960年（昭和35年）- 第38回全国高等学校サッカー選手権大会3位
- 1961年（昭和36年）- 第39回全国高等学校サッカー選手権大会3位
- 1963年（昭和38年）- 第41回全国高等学校サッカー選手権大会優勝
- 1963年（昭和38年）- 第18回国民体育大会サッカー高校の部3位
- 1964年（昭和39年）- 第42回全国高等学校サッカー選手権大会優勝
- 1964年（昭和39年）- 第19回国民体育大会サッカー高校の部準優勝
- 1966年（昭和41年）- 第1回全国高校総合体育大会サッカー競技大会優勝
- 1966年（昭和41年）- 第21回国民体育大会サッカー高校の部優勝
- 1967年（昭和42年）- 第45回全国高等学校サッカー選手権大会優勝（秋田商との両校優勝）、高校サッカー史上初の全国三冠を達成。
- 1969年（昭和44年）- 第24回国民体育大会サッカー高校の部3位
- 1971年（昭和46年）- 第49回全国高等学校サッカー選手権大会優勝
- 1971年（昭和46年）- 第6回全国高校総合体育大会サッカー競技大会優勝
- 1972年（昭和47年）- 第7回全国高校総合体育大会サッカー競技大会3位
- 1973年（昭和48年）- 第51回全国高等学校サッカー選手権大会準優勝
- 1974年（昭和49年）- 第52回全国高等学校サッカー選手権大会準優勝
- 1985年（昭和60年）- 第63回全国高等学校サッカー選手権大会3位
- 1992年（平成4年）- 第3回高円宮杯全日本ユースサッカー選手権大会優勝
- 1998年（平成10年）- 第76回全国高等学校サッカー選手権大会第3位
- 1998年（平成10年）- 第9回高円宮杯全日本ユースサッカー選手権大会優勝
- 2001年（平成13年）- 第36回全国高校総合体育大会サッカー競技大会準優勝
- 2008年（平成20年）- 第86回全国高等学校サッカー選手権大会準優勝
  - 全国高等学校サッカー選手権大会24回出場
  - 全国高等学校総合体育大会サッカー競技大会13回出場
  - 高円宮杯全日本ユースサッカー選手権大会4回出場
  - 国民体育大会12回出場

山岳部
- 2004年（平成16年）8月 - 全国高等学校総合体育大会登山競技大会優勝
- 2005年（平成17年） - 静岡県高等学校体育大会登山競技 優勝（県大会三連覇達成）→全国高等学校総合体育大会登山競技大会出場
- 2017年（平成29年）- 静岡県高等学校体育大会登山競技男子 優勝 → 全国高等学校総合体育大会登山競技大会出場
- 2018年（平成30年）- 静岡県高等学校体育大会登山競技女子 優勝 → 全国高等学校総合体育大会登山競技大会出場

その他の部
- 2002年（平成14年）8月 - 全国高等学校総合文化祭郷土研究の部（歴史部）最優秀賞
- 2004年（平成16年）8月 - 全国高等学校総合体育大会（水泳男子1500m自由形）優勝
- 2016年（平成28年）8月 - 全国高等学校総合文化祭写真・新聞部門出場（写真部・新聞部）
- 2016年（平成28年）8月 - 全国高等学校総合文化祭囲碁部門出場（棋道部）
- 2017年（平成29年）8月 - 全国高等学校総合文化祭写真・新聞部門出場（写真部・新聞部）
- 2017年（平成29年） - 全国高等学校新聞年間紙面審査賞 優秀賞（新聞部）
- 2017年（平成29年）8月 - 全国高等学校総合文化祭囲碁部門出場（棋道部）
- 2018年（平成30年）8月 - 全国高等学校総合文化祭新聞部門出場（新聞部）
- 2018年（平成30年） - 全国高等学校新聞年間紙面審査賞 優秀賞（新聞部）
- 2019年（平成31年） - 静岡県高等学校体育大会弓道個人 優勝 → 全国高等学校総合体育大会弓道競技大会出場
- 2019年（令和元年）8月 - 全国高等学校総合文化祭新聞部門出場（新聞部）
- 2019年（令和元年）8月 - 全国高等学校総合文化祭囲碁部門出場（棋道部）
- 2019年（令和元年） - 全国高校囲碁選抜大会出場（棋道部）
- 2021年（令和3年）8月 - 全国高等学校総合文化祭新聞部門出場（報道部）

## 不祥事

### 越境入学の規定に違反
2022年2月10日、静岡県教育委員会は藤枝東を含む6校の計38人で規定違反が確認されたと会見した。静岡県では原則として公立高への越境入学を認めていないが、保護者と一緒に県内に転居することを条件に認める「学校裁量枠」が存在していた。県教委は「公平公正であるべき県立高校入試制度でご懸念を生じさせた」と謝罪した。
サッカー強豪校の県立藤枝東高校（藤枝市）が、「保護者の県内在住」を入学条件とする県教委の規定に反し、少なくとも14年以上、県外生徒をサッカー部員として受け入れていた。出願時に転居の意思を示す書類を受理しながら、実際は転居しないことを黙認していた。元はビジネスホテルだった学校近くの寮について、山田校長は「学校では全く管理していない。民間の経営者が運営している認識だ」と説明した。2022年1月現在、サッカー部員約100人のうち、県外出身の25人と県内の遠方の4人の計29人が生活している。学校側も25年前から黙認状態だった。

## その他
缶詰製造業の笹野雄太郎は、1924年5月に静岡県立志太中学校の建築費金1万円を寄付している。

## 著名な卒業生

### 政治
- 青山雅幸（元衆議院議員、自由共和党代表、弁護士）
- 鈴木岳幸（衆議院議員）

### 経済
- 山村明義（鉄道技術者、東京メトロ社長）
- 杉崎康昭（大阪チタニウムテクノロジーズ社長）

### 官僚
- 戸塚誠（総務審議官、総務省大臣官房長、総務官僚）
- 櫻澤健一（内閣官房内閣情報調査室内閣審議官、警察官僚）
- 千野忠男（財務官、アジア開発銀行総裁、大蔵官僚）

### 学術
- 松澤智（元日本大学法学部教授、元東京地方裁判所判事）
- 野本寛一（民俗学者、元近畿大学教授、文化功労者）
- 加藤英明 (爬虫類学者、静岡大学教育学部講師)
- 池谷裕二（脳科学者、東京大学大学院薬学系研究科教授）
- 池田潔（薬学者）
- 広瀬一郎（独立行政法人経済産業研究所上席研究員）
- 山田静雄（静岡県立大学副学長）

### 文化
- 小川国夫（小説家）
- 村越化石（俳人）
- 大宇根弘司（建築家）
- 松谷卓（ピアニスト、作・編曲家）
- 藤津亮太（アニメ評論家）

### 芸能
- 別所哲也（俳優）
- 佐野正幸（俳優、劇団四季所属）
- 勝山康晴（コンドルズプロデューサー）
- 田村明浩（ミュージシャン（スピッツ）、ベーシスト）
- 大畑拓也（作曲家)
- 岸英明（お笑い芸人）
- 柳家小太郎（落語家）

### サッカー
- 松永行（ベルリン五輪日本代表）
- 笹野積次（ベルリン五輪日本代表）
- 松永信夫（1954年FIFAワールドカップ予選日本代表）
- 松永碩（元日立製作所、元日本代表）
- 橡尾健次（元古河電工、元日本代表）
- 富沢清司（元八幡製鉄、メキシコ五輪日本代表）
- 山口芳忠（元日立製作所、メキシコ五輪日本代表）
- 桑原勝義（元名古屋相互銀行、元日本代表）
- 菊川凱夫（元三菱重工、1970年FIFAワールドカップ予選日本代表）
- 桑原隆（元古河電工）
- 松永章（元日立製作所、元日本代表）
- 岡村新太郎（元日本鋼管、サッカー指導者）
- 堀井美晴（元ヤンマーディーゼル、元日本代表）
- 碓井博行（元日立製作所、元日本代表)
- 中村一義（元富士通、元日本代表）
- 服部康雄（サッカー指導者、元藤枝東高校サッカー部監督）
- 大野聖吾（サッカー指導者）
- 大橋昭好（元ヤマハ発動機、サッカー指導者）
- 倉田安治（元本田技研、元日本代表）
- 中山雅史（元ジュビロ磐田、1998年、2002年FIFAワールドカップ日本代表）
- 加藤寿一（元サンフレッチェ広島）
- 三上明紀（元浦和レッドダイヤモンズ）
- 稲垣博行（元セレッソ大阪）
- 見崎充洋（元セレッソ大阪）
- 渡辺毅（元柏レイソル、元日本代表）
- 山田暢久（元浦和レッドダイヤモンズ、元日本代表）
- 石川竜也（元鹿島アントラーズ、1999年FIFAワールドユース選手権代表）
- 河村優（元コンサドーレ札幌）
- 佐賀一平（元コンサドーレ札幌、現藤枝東高校サッカー部コーチ）
- 岡田佑樹（元コンサドーレ札幌）
- 金澤大将（元横浜FC）
- 長谷部誠（アイントラハト・フランクフルト、2010、2014、2018FIFAワールドカップ日本代表キャプテン）
- 岡田隆（元ジュビロ磐田）
- 成岡翔（元藤枝MYFC、2004年アテネオリンピック予選代表）
- 大井健太郎（イースタン・ライオンズSC（英語: Eastern Lions SC））
- 赤星貴文（元MKSポゴニ・シュチェチン）
- 碓井健平（元沖縄SV）
- 中村祐輝（元ジュビロ磐田、現実業家）
- 山田大記（元ジュビロ磐田、元日本代表）
- 原田圭輔（元ベガルタ仙台）
- 村松大輔（元ギラヴァンツ北九州、元日本代表、2012年ロンドンオリンピック代表）
- 河井陽介（カターレ富山）
- 石神幸征（元水戸ホーリーホック）
- 藤田息吹（ファジアーノ岡山）
- 熱川徳政（元アスルクラロ沼津）
- 長沢祐弥（東京ヴェルディ）
- 西川幸之介（水戸ホーリーホック）
- 稲葉楽（ダンデノン・シティSC）
- 平尾拳士朗（藤枝MYFC）

### アナウンサー
- 内山久美子（アナウンサー）
- 塚本貴之（アナウンサー）
- 堀池亮介（アナウンサー）

### その他
- 山田勝晴（元社会人野球選手）
- 山田重雄（元バレーボール日本代表監督）
- 植垣康博（元連合赤軍活動家）

## アクセス
- 藤枝駅からしずてつジャストライン中部国道線・葉梨線「白子（しろこ）」停留所下車徒歩5分
- 西焼津駅からしずてつジャストライン五十海大住線「藤枝大手」停留所下車徒歩5分

## 周辺施設
- 藤枝市立藤枝小学校
- 蓮華寺池公園